# Stephen G. Smith

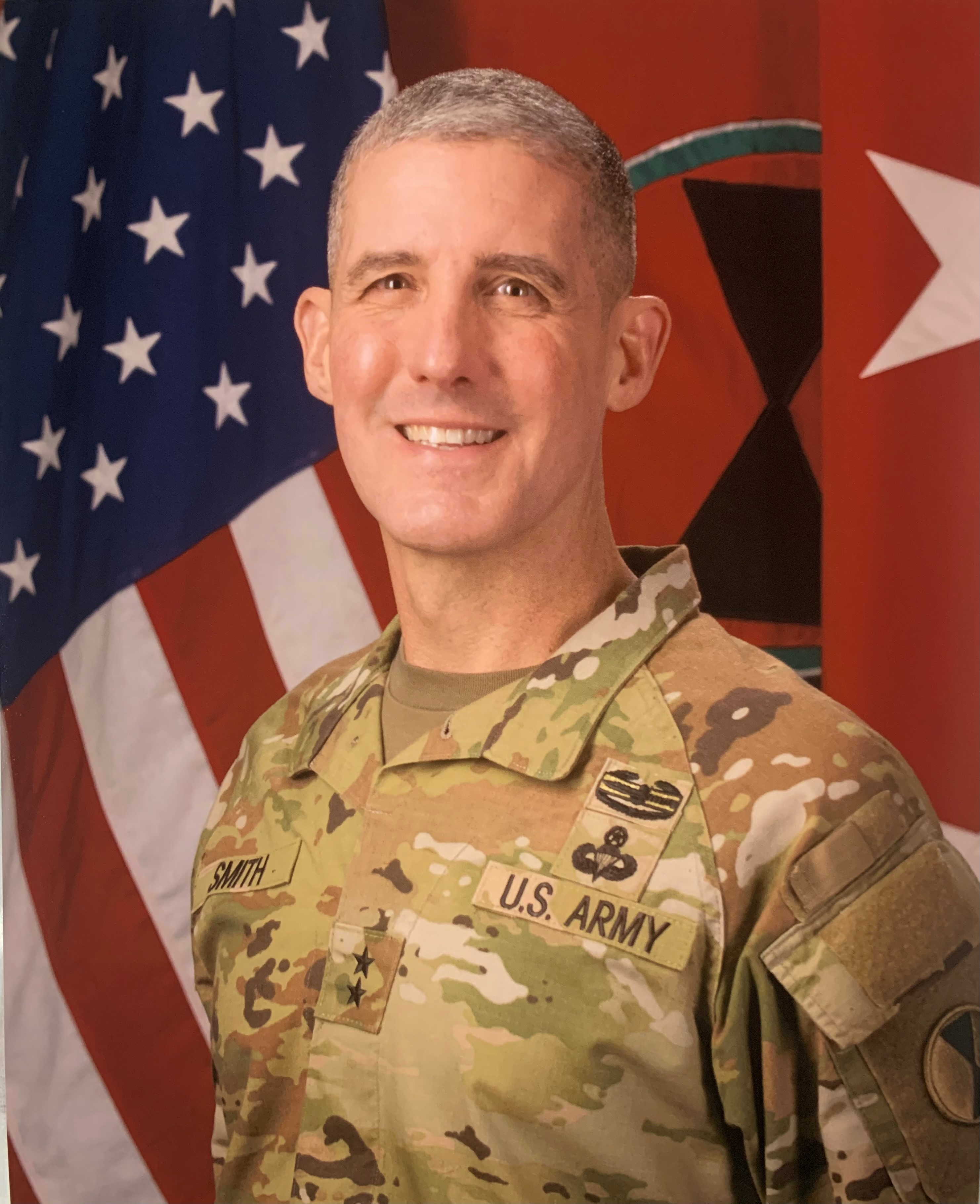
Stephen G. Smith (2021)

Stephen G. Smith (* um 1969) ist ein Generalleutnant der United States Army. Er war unter anderem Kommandeur der 7. Infanteriedivision.
Smith wuchs in Atlanta in Georgia auf. Über das ROTC-Programm des Militärcolleges The Citadel in Charleston in South Carolina gelangte er im Jahr 1991 in das Offizierskorps des US-Heeres. In der Armee durchlief er anschließend alle Offiziersränge vom Leutnant bis zum Drei-Sterne-General.
Im Lauf seiner militärischen Karriere absolvierte er verschiedene Kurse und Schulungen. Dazu gehörten unter anderem der Field Artillery Basic Course, der Field Artillery Advanced Course, das Command and General Staff College und das United States Army War College. Außerdem erhielt er einen akademischen Grad von der Mississippi State University.
In Verlauf seiner militärischen Karriere absolvierte Smith den für Offiziere in den entsprechenden Rangstufen üblichen Dienst in unterschiedlichen Einheiten und Standorten. Dazu gehörten auch Aufgaben als Stabsoffizier in verschiedenen Hauptquartieren. Er war im Irakkrieg eingesetzt und nahm später an einigen anderen Missionen im Irak teil. Im Jahr 2005 war er mit Einheiten der 82. Luftlandedivision bei Hilfseinsätzen nach dem Hurrikan Katrina im Einsatz. Zu Smiths weiteren Einsatzgebieten zählen unter anderem Südkorea, Deutschland und Alaska.
Unter anderem kommandierte er eine Kompanie die zur Befehlskette der 1. Infanteriedivision gehörte, ein Bataillon des 327. Fallschirmjägerregiments in Alaska und zwischen 2013 und 2015 die 18. Feldartilleriebrigade, die zur 82. Luftlandedivision gehörte. Zwischenzeitlich war er auch Stabsoffizier beim XVIIII. Luftlandekorps.
Zwischen August 2016 und September 2017 war Stephen Smith Abteilungsleiter in der Stabsabteilung J3 der Joint Task Force-Operation Inherent Resolve. Dabei war er in Kuwait stationiert. Am 2. September 2017 erreichte er mit seiner Beförderung zum Brigadegeneral die Generalsränge. Danach war er ab September 2017 bis zum Mai 2018 Leiter der Stabsabteilung G4 für Logistik und Nachschub bei der 1. Infanteriedivision in Fort Riley in Kansas.
Anschließend wurde er nach Fort Sill in Oklahoma versetzt, wo er zwischen Juni 2018 und Juni 2020 Kommandeur der United States Army Field Artillery School und des United States Army Fires Center of Excellence war. Am 2. Juli 2020 erfolgte seine Beförderung zum Generalmajor. Gleichzeitig wurde er nach Fort Lewis im Bundesstaat Washington versetzt wo er zwischen Juli 2020 und Mai 2021 stellvertretender Kommandeur des I. Korps war. Auch nach Ablauf dieser Berufung blieb er im Fort Lewis und kommandierte dort zwischen Mai 2021 und September 2023 als Nachfolger von Xavier Brunson  die 7. Infanteriedivision. Danach wurde er als Special Assistant zum Stab der United States Army Pacific berufen. Diese hat ihr Hauptquartier zwar auf Hawaii aber Stephen Smith nahm seine Aufgaben in Fort Lewis wahr. Diese Position bekleidete er bis März 2024. Anschließend wurde er, inzwischen als Generalleutnant, stellvertretender Kommandeur des United States Army Forces Command in Fort Bragg. Dieses Amt bekleidet er bis heute (Juli 2024). 
Stephen Smith ist mit Lynn Gaston verheiratet, das Paar hat drei inzwischen erwachsene Kinder.

## Orden und Auszeichnungen
Stephen Smith wurde im Lauf seiner militärischen Laufbahn unter anderem die Defense Superior Service Medal, der Orden Legion of Merit und die Bronze Star Medal verliehen.